# ایالت لو
ایالت لو (به چینی: 魯) در زمان دودمان ژو در چین باستان یک دولت خراجگزار بود که در حوالی استان امروزی شاندونگ واقع شده‌است. این ایالت در قرن یازدهم قبل از میلاد تأسیس شد. فرمانروایان این ایالت از شاخه دیگر خاندان سلطنتی جی (姬) بودند که بر دودمان ژو فرمان می‌راندند. نخستین فرمانروای این ایالت، بوچین پسر حاکم ژو بود. حاکم ژو برادر کوچک‌تر پادشاه وو ژو و نایب‌السلطنه پادشاه چنگ ژو بود.
این ایالت زادگاه کنفوسیوس و همچنین موزی است؛ بنابراین ایالت لو با وجود کوچک بودنش، تاثیر فرهنگی وسیعی بر سایر ایالت‌های ژو خاوری و تاریخ داشته است. به عنوان مثال سالنامه‌های بهار و پاییز براساس سال‌های حکومت فرمانروایان لو تنظیم شده است. یکی دیگر از آثار بزرگ تاریخ چین، ژو ژوان یا تفسیر زو نیز توسط چیو مینگ در لو نوشته شده است.

## جغرافیا
مرکز این ایالت در تایفو بود و قلمرو آن عمدتاً مناطق مرکزی و جنوب غربی استان شاندونگ امروزی را پوشش می‌داد. لو در شمال با ایالت قدرتمند چی و در جنوب با ایالت قدرتمند چو هم مرز بود. موقعیت لو در مرزهای شرقی ایالت ژو غربی، در مقابل مردم غیر ژو در ایالت‌هایی مانند لای و خو، یکی از ملاحظات مهم در پایه‌گذاری این ایالت بود.

## ریشه‌شناسی
نام لو شاید اشاره‌ای به سنگ‌های نمک آن منطقه دارد.

## تاریخچه
لو یکی از چندین ایالتی بود که در همان ابتدای دودمان ژو در شرق چین تأسیس شد تا حکومت ژو را به دور از پایتخت خود در زونگژو و پایگاه قدرت خود در منطقه گوانژونگ گسترش دهد. در طول دوران ژو باختری، نقش مهمی در تثبیت سلطه ژو در شاندونگ امروزی داشت.
در اوایل دوره بهار و پاییز، لو یکی از قوی ترین ایالت‌ها بود و رقیب چی در شمال بود. تحت رهبری حاکم یین و حاکم هوآن لو، لو در چندین نوبت هم چی و هم سونگ را شکست داد. در همان زمان، لشکرکشی‌هایی را علیه سایر ایالت‌های کوچک انجام داد.
این وضعیت در اواسط  این دوره تغییر کرد، زیرا رقیب اصلی لو، چی، به طور فزاینده‌ای قدرتمند شد. اگرچه تهاجم چی در نبرد چانگ‌شائو در ۳۸۴ پ. م شکست خورد، لو هرگز در برابر همسایه خود برتری پیدا نکرد. در همین حال، قدرت حاکمان لو در نهایت توسط طایفه‌های فئودالی قدرتمند جیسون 季孫، منگسون 孟孫، و شوسون 叔孫 (که سه هوآن نامیده می‌شوند زیرا از نوادگان حاکم هوان لو بودند) تضعیف شد. تسلط سه هوآن به حدی بود که حاکم ژائو لو، در تلاش برای به دست آوردن مجدد قدرت، توسط آنها تبعید شد و هرگز بازنگشت. در نهایت در زمان سلطنت حاکم مو لو، در اوایل دوره ایالت‌های جنگ‌طلب، قدرت دوباره به حاکمان بازگشت.
در ۲۴۹ پ. م، پادشاه کائولیه چو به لو حمله کرد و آن را ضمیمه کرد. حاکم چینگ، آخرین فرمانروای لو، تبدیل به یک عامی شد.
نسل اصلی نوادگان حاکم ژو از پسر اول او، سومین پسر فرمانروای ایالت لو بوچین، یو (魚) که فرزندانش نام خانوادگی دونگی (東野) را برگزیدند، به وجود آمد. فرزندان حاکم ژو عنوان ووجینگ بوشی (五经博士؛ 五經博士؛ Wǔjīng Boshi) را داشتند.
پسر حاکم هوآن لو از طریق چینگفو (慶父) جد منسیوس بود. این در شجره‌نامه خانواده منسیوس (孟子世家大宗世系) یافت می‌شود.

## فرمانرویان
| نام فرمانروای | نام شخصی         | حکومت (پیش از میلاد) |
| ------------- | ---------------- | -------------------- |
| حاکم تای      | بوچین            | ۱۰۴۲ - ۹۹۷           |
| حاکم کائو     | یو               | ۹۹۸ - ۹۹۵            |
| حاکم یانگ     | شی یا یی         | ۹۹۴ - ۹۸۹            |
| حاکم یو       | زای یا یو        | ۹۸۸ - ۹۷۵            |
| حاکم وی       | فی               | ۹۷۴ - ۹۲۵            |
| حاکم لی       | ژو یا دی         | ۹۲۴ - ۸۸۸            |
| حاکم شیان     | جو               | ۸۸۷ - ۸۵۶            |
| حاکم شن       | بی یا ژی         | ۸۵۵ - ۸۲۶            |
| حاکم وو       | آئو              | ۸۲۵ - ۸۱۶            |
| حاکم یی       | شی               | ۸۱۵ - ۸۰۷            |
| *هیچی*        | بویو             | ۸۰۶ - ۷۹۶            |
| حاکم شیائو    | چنگ              | ۷۹۵ - ۷۶۹            |
| حاکم هوی      | فوهوآنگ یا فوشنگ | ۷۶۸ - ۷۲۳            |
| حاکم یین      | شیگو             | ۷۲۲ - ۷۱۲            |
| حاکم هوآن     | یون              | ۷۱۱ - ۶۹۴            |
| حاکم ژوآنگ    | تونگ             | ۶۹۳ - ۶۶۲            |
| زیبان         | بان              | ۶۶۲                  |
| حاکم مین      | چی               | ۶۶۱ - ۶۶۰            |
| حاکم شی       | شن               | ۶۵۹ - ۶۲۷            |
| حاکم ون یکم   | شینگ             | ۶۲۶ - ۶۰۹            |
| حاکم شوآن     | وو               | ۶۰۸ - ۵۹۱            |
| حاکم چنگ      | هیگونگ           | ۵۹۰ - ۵۷۳            |
| حاکم شیانگ    | وو               | ۵۷۲ - ۵۴۲            |
| زییه          | یه               | ۵۴۲                  |
| حاکم ژائو     | چو               | ۵۴۱ - ۵۱۰            |
| حاکم دینگ     | سونگ             | ۵۰۹ - ۴۹۵            |
| حاکم آی       | جیانگ            | ۴۹۴ - ۴۶۷            |
| حاکم دائو     | نینگ             | ۴۶۶ - ۴۲۹            |
| حاکم یوآن     | جیا              | ۴۲۸ - ۴۰۸            |
| حاکم مو       | شیان             | ۴۰۷ - ۳۷۷            |
| حاکم گونگ     | فن               | ۳۷۶ - ۳۵۳            |
| حاکم کانگ     | تان              | ۳۵۲ - ۳۴۴            |
| حاکم جینگ     | یان              | ۳۴۳ - ۳۲۳            |
| حاکم پینگ     | شو               | ۳۲۲ - ۳۰۳            |
| حاکم ون دوم   | جیا              | ۳۰۲ - ۲۷۸            |
| حاکم چینگ     | چو               | ۲۷۷ - ۲۴۹            |